# Точильщики степные
Точильщики степные (лат. Xyletinus) — род жесткокрылых насекомых семейства точильщиков. В ископаемом состоянии известны из балтийского янтаря.

## Описание
Длина тела от 3 до 8 мм. Усики состоят из 11 члеников, у обоих полов они пиловидные, редко у самца с четвёртого членика они гребневидные. Переднеспинка выпуклая. При чёрной окраске тела надкрылья никогда не бывают палевыми или светло-жёлтыми. Плечевые бугорки хорошо развиты. На переднегруди имеются слабо выраженные бороздки для бёдер. Задние бёдра почти не выдаются за край надкрылий.

## Систематика
В составе рода:
- Xyletinus (Calypterus)
  - Xyletinus bucephalus (Illiger, 1807)
  - Xyletinus fimicola (Wollaston, 1861)
  - Xyletinus wollastoni Gottwald, 1977
- Xyletinus (Pseudocalypterus)
  - Xyletinus pectiniferus Fairmaire, 1879
- Xyletinus (Xeronthobius)
  - Xyletinus bucephaloides Reitter, 1901
  - Xyletinus lecerfi Kocher, 1956
  - Xyletinus ocularis Reitter, 1901
  - Xyletinus pallens Germar, 1824
- Xyletinus (Xyletinus)
  - Xyletinus ater (Creutzer in Panzer, 1796)
  - Xyletinus balcanicus Gottwald, 1977
  - Xyletinus cylindricus Kofler, 1970
  - Xyletinus distinguendus Kofler, 1970
  - Xyletinus excellens Kofler, 1970
  - Xyletinus fibyensis Lundblad, 1949
  - Xyletinus formosus Mannerheim, 1849
  - Xyletinus hanseni Jansson, 1947
  - Xyletinus interpositus Gottwald, 1977
  - Xyletinus kofleri Gottwald, 1977
  - Xyletinus laticollis (Duftschmid, 1825)
  - Xyletinus latiusculus Kofler, 1970
  - Xyletinus longitarsis Jansson, 1942
  - Xyletinus maculatus Kiesenwetter, 1877
  - Xyletinus moraviensis Gottwald, 1977
  - Xyletinus muehlei Gottwald, 1983
  - Xyletinus pectinatus (Fabricius, 1792)
  - Xyletinus planicollis Lohse, 1957
  - Xyletinus pseudoblongulus Gottwald, 1977
  - Xyletinus ruficollis Gebler, 1833
  - Xyletinus sareptanus Kiesenwetter, 1877
  - Xyletinus subrotundatus Lareynie, 1852
  - Xyletinus tremulicola Y.Kangas, 1958
  - Xyletinus vaederoeensis Lundberg, 1969
- Xyletinus (Xyletomimus)
  - Xyletinus leprieuri Chobaut, 1894
  - Xyletinus sanguineocinctus Fairmaire, 1859